# Impasse du Cygne
L'impasse du Cygne est une impasse de la ville de Liège, Belgique.

## Odonymie

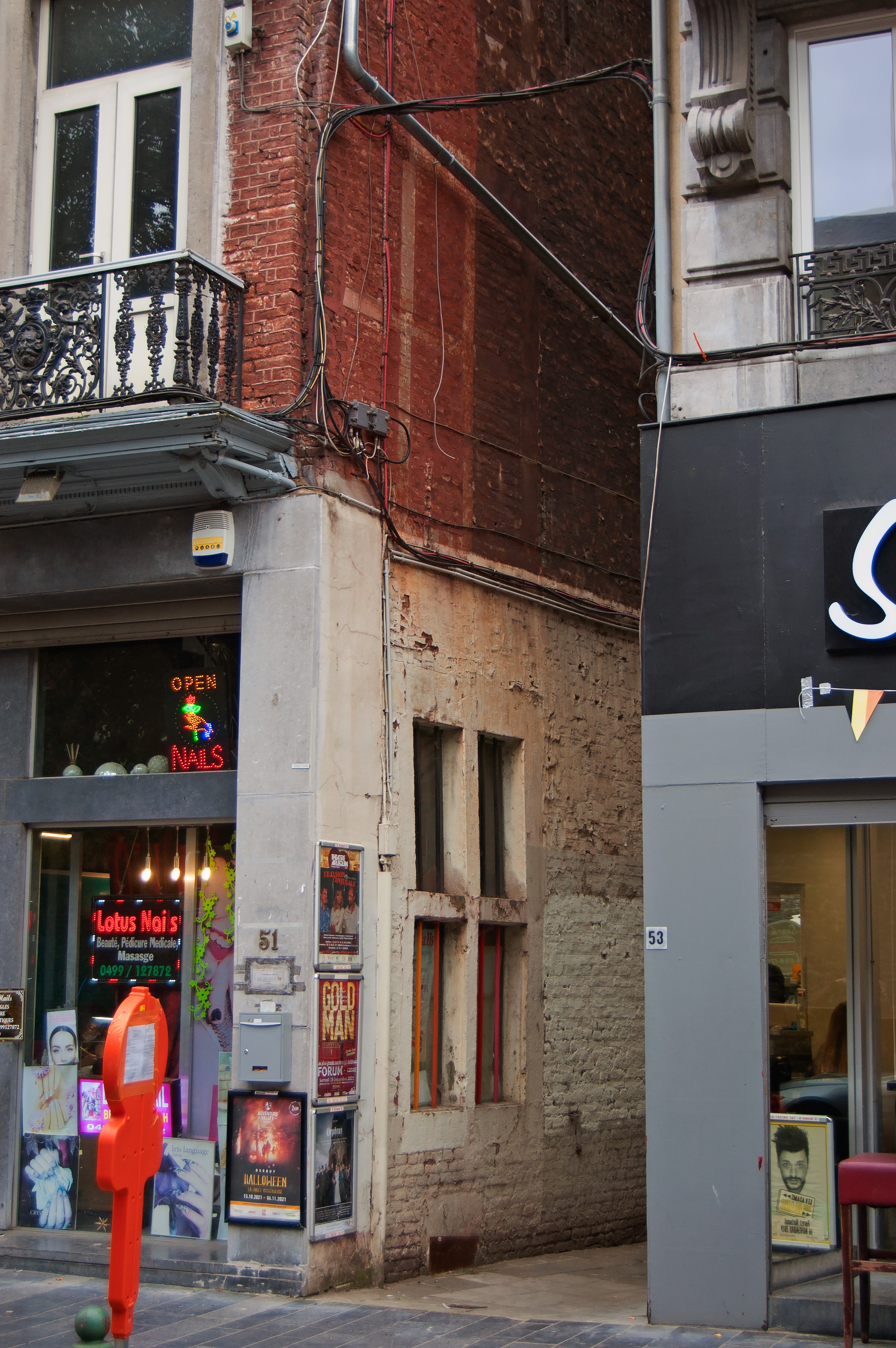
Entrée de l'impasse vue de la rue de la Cathédrale.

L'impasse doit son nom à l'enseigne de l'établissement du Cygne qui s'y trouvait.

## Description
Située le long de la rue de la Cathédrale, l'entrée de cette courte impasse fait face au mur du cloître de la collégiale Saint-Denis. Son fond quant à lui atteint l'arrière des anciens bâtiments du journal La Wallonie. Autrefois, l'impasse donnait sur le biez Saint-Denis, l'un des bras de la Meuse de cet endroit comblé en 1823.
La façade latérale du no 51, rue de la Cathédrale s'étend sur le côté gauche de l'impasse. Il s'y trouve les traces du bâtiment avant sa transformation au XIXe siècle sous la forme d'anciennes fenêtres à croisées encore percées ou murées.

## Voies adjacentes
- Rue de la Cathédrale